# Plus One (film)
Pour l’article homonyme, voir Plus One.
Pour plus de détails, voir Fiche technique et Distribution.
Plus One (stylisé +1) est un film fantastique américain de Dennis Iliadis (en), sorti en 2013.

## Synopsis
Une fête est perturbée par des phénomènes extraterrestres au cours de laquelle ses participants affrontent leurs doubles.

## Fiche technique
- Titre original : Plus One
- Réalisation : Dennis Iliadis (en)
- Scénario : Bill Gullo d'après une histoire de Dennis Iliadis (en)
- Décors : Matteo De Cosmo
- Costumes : Carol Beadle
- Photographie : Mihai Malaimare Jr.
- Montage : Yorgos Mavropsaridis
- Musique : Nathan Larson
- Production : Tim Perell
- Sociétés de production : Process Films
- Sociétés de distribution :  IFC Midnight
- Pays d’origine :  États-Unis
- Langue : Anglais
- Format : Couleurs - 35mm - 2,35:1
- Genre : Film fantastique
- Durée : 95 minutes
- Date de sortie :
  - États-Unis : 10 mars 2013 (South by Southwest)

## Distribution
- Rhys Wakefield : David
- Logan Miller : Teddy
- Ashley Hinshaw : Jill
- Natalie Hall : Melanie
- Rohan Kymal : Angad
- Adam David Thompson (en) : Kyle
- Ronald Ogden : Mike
- Bernard D. Jones : Greg
- Brad Mills : Ryan